# Sofia Carson
Sofia Carson   (Fort Lauderdale, 10 d'abril de 1993) és una actriu i cantant estatunidenca. Aparegué per primer cop a la televisió com a estrella convidada a la sèrie de Disney Channel Austin & Ally. El 2015 aparegué com a Evie, filla de la Reina Malvada, a la pel·lícula també de Disney Channel Descendants i posteriorment a Descendants 2 i Descendants 3. El 2016 feu el paper de Lola Perez a Adventures in Babysitting, de Melanie Sanchez a Tini: The Movie i de Tessa a A Cinderella Story: If the Shoe Fits. El 2019 aparegué a la sèrie dramàtica de Freeform Pretty Little Liars: The Perfectionists. El 2022 va protagonitzar la pel·lícula romàntica Purple Hearts juntament amb Nicholas Galitzine.

## Biografia
La seva carrera interpretativa va començar el 2014 amb el paper de Chelsea a la sèrie de Disney Channel Austin & Ally. Al cap d'uns mesos va formar part del repartiment recurrent de la sèrie de MTV Faking It.
El 2014 va obtenir el paper d'Evie, la filla de la Reina Malvada de la Blancaneus a la pel·lícula de Disney Channel Descendants. Va tornar a interpretar Evie a les seqüeles Descendants 2 (2017) i Descendants 3 (2019).
Carson va interpretar el paper d'Ava Jalali a la sèrie de televisió Pretty Little Liars: The Perfectionists (2019). El juliol de 2019 es va anunciar que faria d'April a la pel·lícula de dansa de Netflix Feel the Beat, que es va estrenar el 2020. Aquell mateix any es va unir al repartiment del thriller Songbird en el paper principal de Sara.
A finals de 2020 es va fer públic que participaria a la pel·lícula romàntica Purple Hearts amb Nicholas Galitzine. Carson també en va ser productora executiva i va participar en la banda sonora de la pel·lícula. Es va estrenar al juliol de 2022 a Netflix.

## Filmografia

### Pel·lícules
| Any  | Títol                                | Paper          | Notes                                  |
| ---- | ------------------------------------ | -------------- | -------------------------------------- |
| 2016 | Tini: The Movie                      | Melanie        | Apareix als crèdits com a Sofía Carson |
| 2016 | A Cinderella Story: If the Shoe Fits | Tessa / Bella  |                                        |
| 2020 | Feel the Beat                        | April Dibrina  |                                        |
| 2020 | Songbird                             | Sara           |                                        |
| 2021 | My Little Pony: A New Generation     | Pipp Petals    | Veu en la versió anglesa               |
| 2022 | If You Have                          | Ella mateixa   | Documental                             |
| 2022 | Purple Hearts                        | Cassie Salazar | També productora executiva             |

### Televisió
| Any        | Títol                                   | Paper                   | Notes                                                          |
| ---------- | --------------------------------------- | ----------------------- | -------------------------------------------------------------- |
| 2014       | Austin & Ally                           | Chelsea                 | Episodi: "Princesses & Prizes"                                 |
| 2014       | Faking It                               | Soleil                  | Episodis: "We Shall Overcompensate", "Faking Up Is Hard to Do" |
| 2015       | Descendants                             | Evie                    |                                                                |
| 2015–2017  | Descendants: Wicked World               | Evie                    | Veu en la versió anglesa                                       |
| 2016, 2018 | Soy Luna                                | Ella mateixa            | 3 episodis (1a i 3a temporada)                                 |
| 2016       | Walk the Prank                          | Ella mateixa            | Episodi: "Adventures in Babysitting"                           |
| 2016       | Adventures in Babysitting               | Lola Perez              | Telefilm                                                       |
| 2017       | Descendants 2                           | Evie                    | Telefilm                                                       |
| 2017       | Spider-Man                              | Keemia Marko / Sandgirl | Veu en la versió anglesa; 2 episodis                           |
| 2018       | Famous in Love                          | Sloane                  | 4 episodis                                                     |
| 2019       | Pretty Little Liars: The Perfectionists | Ava Jalali              | Paper principal                                                |
| 2019       | Celebrity Family Feud                   | Ella mateixa            | Concursant                                                     |
| 2019       | Descendants 3                           | Evie                    | Telefilm                                                       |
| 2020       | Elena of Avalor                         | Maliga                  | Veu en la versió anglesa; episodi: "The Birthday Cruise"       |
| 2020       | The Disney Family Singalong             | Ella mateixa            | Especial de televisió                                          |
| 2020       | Group Chat                              | Ella mateixa            | Episodi: "Confetti Clean Up"                                   |
| 2021       | Descendants: The Royal Wedding          | Evie                    | Veu en la versió anglesa; especial d'animació                  |